# Huile de mangue
L'huile de mangue, aussi appelée beurre de mangue, est une huile alimentaire de couleur jaune extraite du noyau de la mangue, le fruit du manguier (Mangifera indica).
Semi-solide à température ambiante, elle fond au contact de la peau chaude (point de fusion de 32 à 42 °C), ce qui la fait entrer dans la composition de cosmétiques, notamment des crèmes solaires et des produits capillaires. Le beurre de mangue peut être aussi utilisé comme substitut du beurre de cacao dans le chocolat,.

## Extraction
La graisse est extraite de l'amande du noyau de mangue séché par pression hydraulique ou par extraction au solvant (à l'hexane).

## Caractéristiques physiques

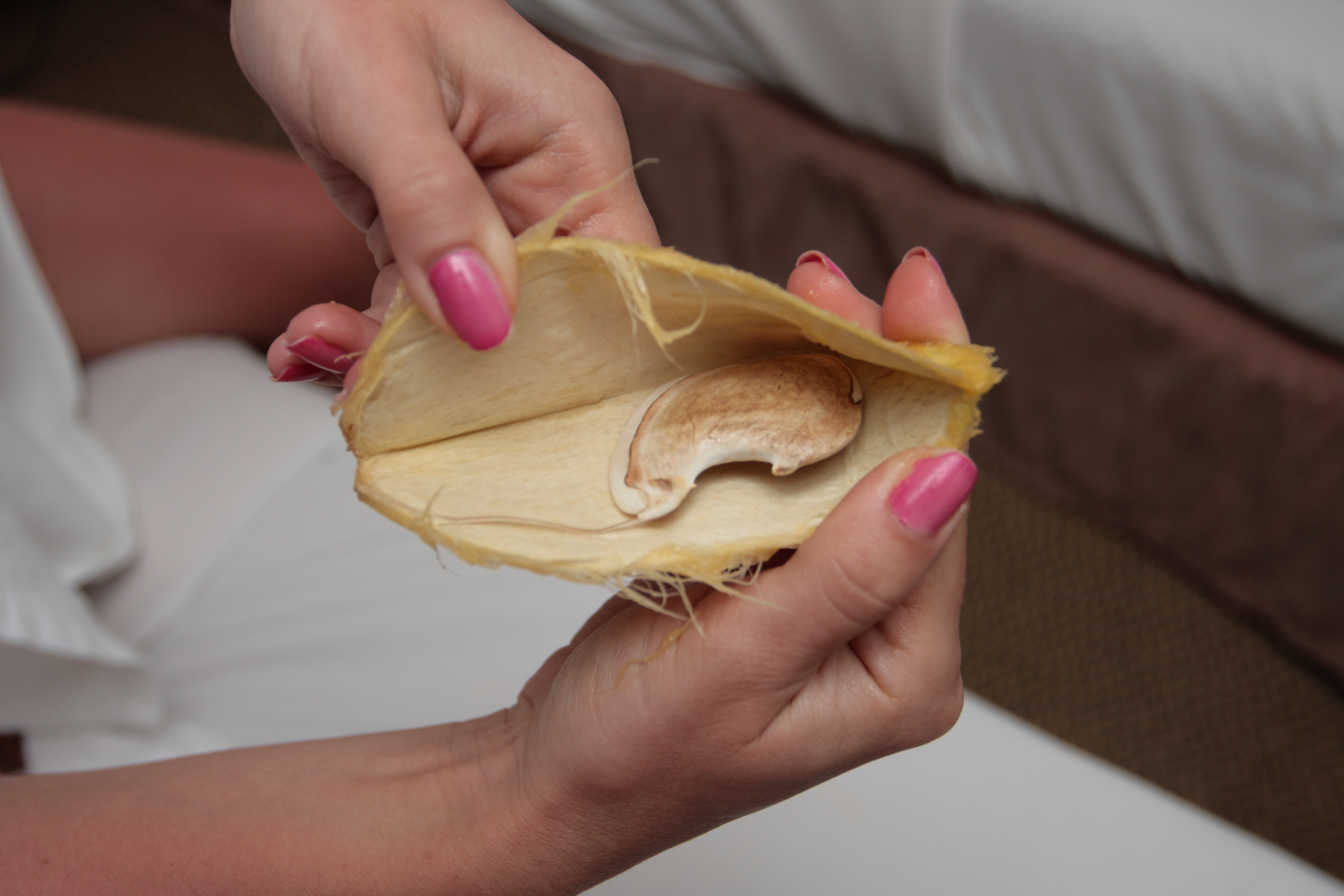
Noyau ouvert.

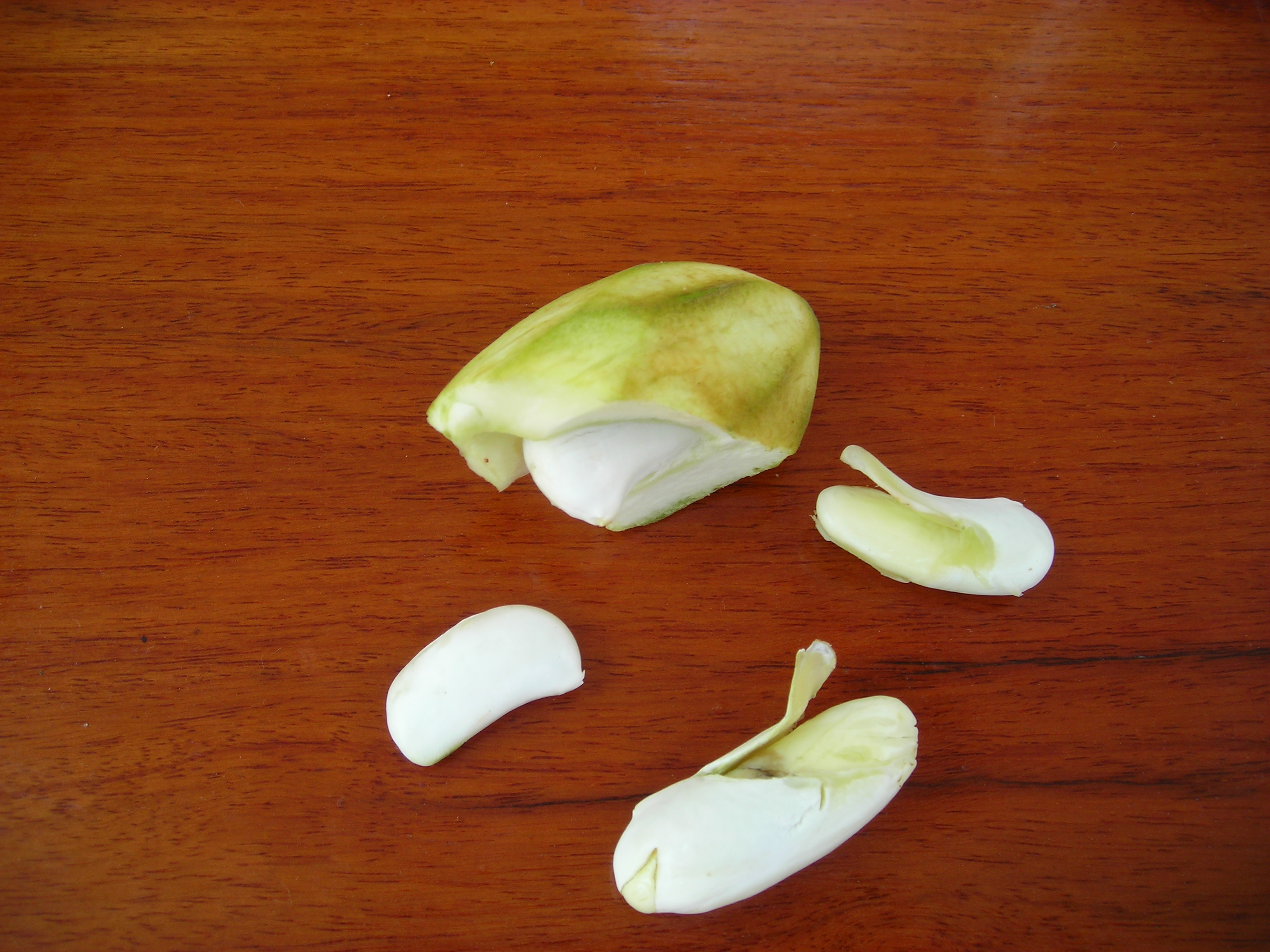
Amande du noyau.

| Caractéristique physique     | Valeur        |
| ---------------------------- | ------------- |
| Indice de réfraction à 40 °C | 1,4550-1,4570 |
| Indice d'iode                | 32-60,7       |
| Indice de saponification     | 190,1-195,1   |
| Point de fusion              | 35 à 43 °C    |
| Densité à 30 °C              | 0,9991        |

## Propriétés cosmétiques
- Hydratantes : L’huile ou le beurre de mangue sont des agents hydratants naturels qui peuvent aider à maintenir l’hydratation de la peau et des cheveux.
- Émollients : Ils adoucissent et assouplissent la peau et les cheveux.
- Antioxydantes : Ils protègent des dommages causés par les radicaux libres.
- Anti-inflammatoires : Ils peuvent aider à réduire l’inflammation et les rougeurs.

## Composition
| Acide gras              | Teneur (g pour 100 g) |
| ----------------------- | --------------------- |
| Acide palmitique C16:0  | 5,5                   |
| Acide stéarique C18:0   | 40-45                 |
| Acide oléique C18:1     | 40-46                 |
| Acide linoléique C18:2  | 3-4                   |
| Acide arachidique C20:0 | 2-2,5                 |